# Aeroportul Scribner State
Aeroportul Scribner State (IATA: SCB, ICAO: KSCB, FAA LID: SCB) este un aeroport din Nebraska, Statele Unite ale Americii ce deservește zona Scribner⁠(d). A fost numit după zona deservită.
Situat la o altitudine de 404 m, aeroportul dispune de 2 piste.

## Infrastructură

### Piste
Aeroportul dispune de 2 piste. Pista 12/30 are suprafața de beton și dimensiunile 3.199 picioare × 60 picioare. Pista 17/35 are suprafața de beton și dimensiunile 4.200 picioare × 75 picioare. 